# Даминьи (кантон)
Даминьи (фр. Damigny) — кантон во Франции, находится в регионе Нормандия, департамент Орн. Входит в состав округа Алансон.

## История
Кантон образован в результате реформы 2015 года. В его состав были включены 15 коммун кантона Алансон-1 и одна коммуна упраздненного кантона Алансон-3.

## Состав кантона с 22 марта 2015 года
В состав кантона входят коммуны (население по данным Национального института статистики Архивная копия от 7 ноября 2021 на Wayback Machine за 2018 г.):
- Вальфрамбер (1 771 чел.)
- Ганделен (415 чел.)
- Даминьи (2 479 чел.)
- Коломбье (332 чел.)
- Конде-сюр-Сарт (2 478 чел.)
- Кюиссе (412 чел.)
- Ла-Рош-Мабиль (159 чел.)
- Ла-Феррьер-Бошар (744 чел.)
- Лаласель (279 чел.)
- Лонре (1 127 чел.)
- Мьёсе (617 чел.)
- Пасе (409 чел.)
- Сен-Дени-сюр-Сартон (1 120 чел.)
- Сен-Никола-де-Буа (283 чел.)
- Сен-Сенери-ле-Жере (117 чел.)
- Элуп (910 чел.)

## Политика
На президентских выборах 2022 г. жители кантона отдали в 1-м туре Эмманюэлю Макрону 34,3 % голосов против 22,7 % у Марин Ле Пен и 15,0 % у Жана-Люка Меланшона; во 2-м туре в кантоне победил Макрон, получивший 61,9 % голосов. (2017 год. 1 тур: Эмманюэль Макрон – 25,5 %, Франсуа Фийон – 23,3 %, Марин Ле Пен – 18,8 %, Жан-Люк Меланшон – 17,1 %; 2 тур: Макрон – 67,9 %. 2012 год. 1 тур: Николя Саркози — 27,6 %, Франсуа Олланд — 26,8 %, Марин Ле Пен — 17,2 %; 2 тур: Олланд — 50,8 %).
С 2021 года кантон в Совете департамента Орн представляют член совета города Алансон Софи Дуври (Sophie Douvry) (Республиканцы) и мэр коммуны Ла-Рош-Мабиль Мишель Женуа (Michel Génois) (Союз демократов и независимых).
|                | Кандидаты                         | Партия                   | Первый тур | Первый тур     | Второй тур | Второй тур |
| Кол-во голосов | Кандидаты                         | Партия                   | % голосов  | Кол-во голосов | % голосов  |            |
| -------------- | --------------------------------- | ------------------------ | ---------- | -------------- | ---------- | ---------- |
|                | Софи Дуври Мишель Женуа           | Правоцентритский блок    | 1 447      | 43,81          | 1 946      | 61,52      |
|                | Сандрин Потье Эмманюэль Роже      | Разные левые             | 709        | 21,47          | 1 217      | 38,48      |
|                | Паскаль Жильбер Оливия Фуке       | Национальное объединение | 513        | 15,53          |            |            |
|                | Катрин Ланде Патрик Мантегеро     | Разные центристы         | 366        | 11,08          |            |            |
|                | Франсин Бриер Жан-Франсуа Вонтрон | Коммунистическая партия  | 268        | 8,11           |            |            |

|                | Кандидаты                          | Партия             | Первый тур | Первый тур     | Второй тур | Второй тур |
| Кол-во голосов | Кандидаты                          | Партия             | % голосов  | Кол-во голосов | % голосов  |            |
| -------------- | ---------------------------------- | ------------------ | ---------- | -------------- | ---------- | ---------- |
|                | Софи Дуври Ален Ламбер             | Правый блок        | 1 836      | 33,05          | 2 242      | 39,64      |
|                | Кевен Боде Доминик Лекилерье-Малле | Левый блок         | 1 597      | 28,74          | 2 175      | 38,45      |
|                | Сандрин Маршан Даниэль Селер       | Национальный фронт | 1 269      | 22,84          | 1 239      | 21,91      |
|                | Алекс Варади Алексия Жермон        | Разные правые      | 492        | 8,86           |            |            |
|                | Франсин Бриер Франсуа Толло        | Левый фронт        | 362        | 6,52           |            |            |